# كيفن تومسون (لاعب كرة قدم أمريكية)
كيفن تومسون (بالإنجليزية: Kevin Thompson)‏ هو لاعب كرة قدم أمريكية أمريكي، ولد في 27 يوليو 1977 في غايثرسبيرغ في الولايات المتحدة.